# Abdérazak Hamad
Abdérazak Hamad, né le 25 juin 1975, est un ancien handballeur algérien évoluant au poste de pivot. Comptant 201 sélections en Équipe d'Algérie, il est considéré comme l'un des meilleurs handballeurs de l'histoire d'Algérie,,

## Palmarès

### En clubs
Sauf précision, le palmarès est acquis avec le MC Alger.
Compétitions internationales
- Vainqueur de la Ligue des champions d'Afrique (8) : 1998, 1999, 2000, 2003, 2004, 2005, 2006, 2008
- Vainqueur de la Coupe d'Afrique des vainqueurs de coupe (2) : 1998, 1999
- Vainqueur de la Supercoupe d'Afrique (5) : 1998, 1999, 2004, 2005, 2006.

Compétitions nationales
- Vainqueur du Championnat d'Algérie (10) : 1998, 1999, 2000, 2001, 2002, 2003, 2005, 2006, 2007, 2008
- Vainqueur de la Coupe d'Algérie (12) : 1996 (avec OC Alger) 1998, 1999, 2000, 2001, 2002, 2003, 2004, 2005, 2006, 2007, 2008
- Vainqueur du Championnat de France de D2 (1) : 2012 (avec Pays d'Aix UC)

### EnÉquipe d'Algérie
Championnat du monde
- 17e au championnat du monde 1997 ( Japon)
- 15e au championnat du monde 1999 ( Égypte)
- 13e au championnat du monde 2001 ( France)
- 18e au championnat du monde 2003 ( Portugal)
- 17e au championnat du monde 2005 ( Tunisie)
- 15e au championnat du monde 2011 ( Suède)

Championnat d'Afrique
- Médaille d'or au championnat d'Afrique 1996 ( Bénin)[5].
- Médaille d'argent au championnat d'Afrique 1998 ( Afrique du Sud)
- Médaille d'argent au championnat d'Afrique 2000 ( Algérie)
- Médaille d'argent au championnat d'Afrique 2002 ( Maroc)
- Demi-finaliste au championnat d'Afrique 2004 ( Égypte)
- Tour principal au championnat d'Afrique 2006 ( Tunisie)
- Médaille de bronze au championnat d'Afrique 2008 ( Angola)
- Médaille de bronze au championnat d'Afrique 2010 ( Égypte)

Autres
- Médaille d'or aux Jeux Africains en 1999
- Médaille d'or aux  Jeux de la solidarité islamique 2005
- Médaille d'argent aux Jeux Africains en 2003
- 3e place au Tournoi de Paris Bercy 2003
- 7e aux Jeux Méditerranéens 2001  (  Tunisie)

## Distinctions individuelles
- Élu meilleur pivot du Championnat de France Nationale 1 2009  (Chateauneuf) [6]
- Élu meilleur pivot du Championnat de France Division 2 en 2010 (Aix-en-Provence)